# Uš
Uš (in russo Уш?) è un'isola che si trova a nord di Sachalin, nel mare di Ochotsk, nell'Estremo Oriente russo. L'isola appartiene amministrativamente all'oblast' di Sachalin.
L'isola si trova nel golfo di Sachalin e racchiude a nord la baia Bajkal. È lunga 14 km e larga 2,6 km. A est, sulla piccola penisola Skoblikova si trovano i villaggi di Moskal'vo (Москальво) e Skoblikovo (Скобликово).